# 達洛尼加
達洛尼加（英語：Dahlonega）是一個位於美國喬治亞州蘭普金縣的城市。根據2010年美國人口普查，該地人口為5242人，而該地的面積約為16.60平方千米。同時該地也是蘭普金縣的縣治。

## 地理
達洛尼加的座標為34°32′00″N 83°59′00″W / 34.53333°N 83.98333°W，而該地的平均海拔高度為442米（即1450英尺）。